# Bathylutichthys taranetzi
Bathylutichthys taranetzi (Balushkin e Voskoboinikova, 1990) è un pesce osseo abissale. È l'unica specie appartenente alla famiglia Bathylutichthyidae.

## Distribuzione e habitat
L'unico esemplare noto proviene dalle acque della Georgia del Sud nell'oceano Atlantico meridionale subantartico.
È stato catturato a 1 650 metri di profondità.

## Descrizione
B. taranetzi è un piccolo pesce di taglia di circa 10 cm. Ha testa grande, corpo tozzo che si assottiglia nella parte posteriore e due barbigli agli angoli della bocca. È privo di scaglie. La pinna dorsale è lunga, con 13 raggi spiniformi e 28 raggi molli, la sua parte anteriore è infossata nella pelle. La pinna anale è simile alla dorsale, ha 36 raggi, tutti molli. Le pinne ventrali hanno tre raggi molli e nessuno spinoso. Le pinne impari si fondono con la pinna caudale in maniera simile agli anguilliformi. La linea laterale è priva di pori che si aprono nella pelle.

## Biologia
Totalmente ignota.